# Northumbria
Northumbria a fost unul dintre regatele medievale al anglo-saxonilor, care a făcut parte din așa-zisa Heptarhie. Numele reflectă de asemenea și granița sudică a regatului, formată de estuarul Humber.

## Întemeierea și începutul creștinării
Northumbria a fost întemeiată de către angli pe teritoriul Marii Britanii în vremuri anglo-saxone, prin unificarea, la începutul secolului al VII-lea, regatelor Bernicia și Deira. Bernicia cuprindea teritoriile de la nord de râul Tees, iar Deira teritoriul de astăzi al comitatului Yorkshire. Bernicia și Deira au fost unite prima oară de către Ethelfrith,  un rege al Berniciei, care a cucerit Deira în jurul anului 604. Acesta a fost însă înfrânt și ucis la Bătălia de la râul Idle, în 616 de Raedwald al Angliei de Est, care l-a așezat pe tron pe Edwin, fiul lui Aella, un fost rege al Deirei.
Edwin, care a adoptat  creștinismul în 627, a devenit în scurt timp cel mai puternic rege din Anglia la acea vreme, fiind recunoscut Bretwalda după ce a cucerit insula Man și Gwynedd din nordul Țării Galilor. Chiar și așa, a fost învins de o alianță formată de regele exilat din Gwynedd, Cadwallon ap Cadfan și Penda, regele Merciei, la Bătălia de la Hatfield Chase în 633.

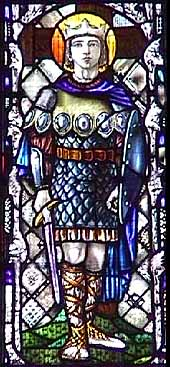
Vitraliu al Catedralei din Gloucester - Sf. Oswald, rege al Northumbriei (605-642)

## Regele Oswald
După moartea lui Edwin, Northumbria s-a destrămat din nou în Bernicia, unde a preluat puterea Eanfrith, fiul al lui Ethelfrith, și în Deira, unde un văr al lui Edwin, Osric, a devenit rege. Amândoi conducătorii au fost uciși în anul următor de Cadwallon. După moartea lui Eanfrith, fratelui său, Oswald, a recrutat lupători, și l-a înfrânt și ucis pe Cadwallon la Bătălia de la Heavenfield în 634.
Oswald și-a mărit considerabil regatul,  în nord a cucerit ținutul Gododdin și în vest obținând rămășite ale Cumbriei, precum Rheged și Strathclyde. Astfel, Northumbria nu numai că se întindea pe partea nordică a teritoriului actual al Angliei, dar și pe partea sud-vestică a Scoției.
King Oswald a readus creștinismul în regat, rugându-l pe Sf. Aidan, un călugăr irlandez de pe insula scoțiană Iona, să-i convertească poporul. Aceasta a dus la crearea creștinismului celtic, diferit celui de rit latin, iar o mânăstire a fost ridicată la Lindisfarne.
Războiul cu Mercia continua însă, și în 642, Oswald a fost ucis la Bătălia de la Maserfield, Mercia fiind condusă la vremea aceea de regele Penda, care în 655, lansează o invazie masivă asupra Northumbriei, susținut și de  regele Deirei, Ethelwald, dar suferă o gravă înfrângere în fața forțelor lui Oswiu,  succesorul lui Oswald, la Bătălia de la Winwaed. Bătălia a fost foarte importantă pentru Northumbria:  Penda murise în luptă,  Oswiu obținând supremație asupra Merciei, devenind cel mai puternic rege din Anglia.

## Unificarea religioasă și pierderea Merciei
În anul 664 un mare sinod a fost ținut la Whitby, unde s-au discutat  probleme cu privire la data Sărbătorii Paștelui. Disputa apăruse între Biserica Celtică din Northumbria și cea Romano-Catolică. În cele din urmă, Northumbria a fost convinsă să treacă la obiceiul latin.
Northumbria a pierdut controlul asupra Merciei la sfârșitul anilor 650, după o revoltă a fiului lui Penda, Wulfhere, dar a rămas într-o poziție dominantă până când a suferit o înfrângere dezastruoasă la Bătălia de la Nechtansmere în fața picților, în 685, unde regele Northumbriei, Ecgfrith (fiul lui Oswiu), a fost ucis, și stabilitatea regatului în partea de nord a fost grav redusă. Datorită domniei pașnice a lui Aldfrith, fratele vitreg al lui Ecgfrith, regatul a fost restabilizat parțial, dar după moartea acestuia în 704, puterea Northumbriei a intrat în declin.

## Declinul
În 867 Northumbria a întrat în componența regatului danez Danelaw, după ce a fost cucerită de către frații Halfdan Ragnarsson și Ivar, fiind numit rege Ecgberht, un rege-manionetă. În ciuda raidurilor, vikingii au adus și un tip de comerț contructiv, mai ales în capitala lor, Jórvík, (York).
După ce englezii au recuperat teritoriul, scoții au invadat Northumbria, mai târziu ajungându-se la o dispută între nou-formatele regate Anglia și Scoția asupra zonei respective. Teritoriul de la nord de râul Tweed a fost cedat în final Scoției în 1018, ca rezultat al Bătăliei de la Carham, restul aparținând și acum Angliei.